# Carmen (película de 1983)
Carmen es una película musical y dramática española de 1983 dirigida por Carlos Saura. Se trata de la segunda entrega de la trilogía musical que rodó junto al bailarín Antonio Gades y el productor Emiliano Piedra.

## Argumento
Es una historia de amor y celos que termina en tragedia.

## Comentarios
- En el primer crédito inicial de la película se remarca que se inspira en la novela Carmen de Prosper Mérimée y en la famosa ópera homónima de Georges Bizet.
- La bailarina Laura del Sol debuta como actriz en un papel al que optaron Ángela Molina y María José Cantudo.

## Premios
39.ª edición de las Medallas del Círculo de Escritores Cinematográficos
| Categoría               | Persona        | Resultado |
| ----------------------- | -------------- | --------- |
| Mejor película          | Mejor película | Ganadora  |
| Mejor director          | Carlos Saura   | Ganador   |
| Mejor actriz de reparto | Cristina Hoyos | Ganadora  |

Premios BAFTA
| Categoría                          | Resultado |
| ---------------------------------- | --------- |
| Mejor película de habla no inglesa | Ganadora  |

56.ª edición de los Premios Óscar
| Categoría                          | Resultado |
| ---------------------------------- | --------- |
| Mejor película de habla no inglesa | Nominada  |

41.ª edición de los Globos de Oro
| Categoría                 | Resultado |
| ------------------------- | --------- |
| Mejor película extranjera | Nominada  |

36.º Festival de Cannes
| Categoría                    | Resultado |
| ---------------------------- | --------- |
| Mejor contribución artística | Ganadora  |
| Gran Premio Técnico          | Ganadora  |

- Además, la película tuvo nominaciones a los Premios César.

- El Festival de Cannes homenajeó a Carlos Saura en 2023 al proyectar la película 'Carmen' en formato 4K.[4]